# 다퉁시
다퉁(대동, 중국어: 大同市, 병음: Dàtóng)은 중국 산시성 북부 대동분지의 중심에 위치한 도시이다. 경포철도(京包鐵道), 북동포철도(北同蒲鐵道), 대주철도(大秦鐵道)의 교점에 있다. 내몽골 자치구와 맞닿아 있고, 총인구는 312만 명, 비농업종사자가 108만 명이다. 산시 성 제2의 도시이고 "석탄도시(石炭都巿)"라고 불리기도 한다.

## 지리
다퉁 시는 산시성의 최북단, 황토고원의 동북쪽에 위치하고 있다. 상간허나 그 지류 유허가 동쪽의 장자커우 시 방면에 흐른다. 북부는 장성에 의해 내몽골 자치구 울란차브 시의 펑전 시·량청 현에 접하고, 남서쪽은 숴저우시 및 신저우시와 인접하고 있다.

## 기후
| 다퉁시의 기후                                                 | 다퉁시의 기후 | 다퉁시의 기후 | 다퉁시의 기후 | 다퉁시의 기후 | 다퉁시의 기후 | 다퉁시의 기후 | 다퉁시의 기후 | 다퉁시의 기후 | 다퉁시의 기후 | 다퉁시의 기후 | 다퉁시의 기후 | 다퉁시의 기후 | 다퉁시의 기후 |
| 월                                                            | 1월           | 2월           | 3월           | 4월           | 5월           | 6월           | 7월           | 8월           | 9월           | 10월          | 11월          | 12월          | 연간          |
| ------------------------------------------------------------- | ------------- | ------------- | ------------- | ------------- | ------------- | ------------- | ------------- | ------------- | ------------- | ------------- | ------------- | ------------- | ------------- |
| 역대 최고 기온 °C (°F)                                        | 11.2 (52.2)   | 19.2 (66.6)   | 25.3 (77.5)   | 35.4 (95.7)   | 35.5 (95.9)   | 39.0 (102.2)  | 39.2 (102.6)  | 35.9 (96.6)   | 34.7 (94.5)   | 27.5 (81.5)   | 21.7 (71.1)   | 14.6 (58.3)   | 39.2 (102.6)  |
| 일평균 최고 기온 °C (°F)                                      | −2.9 (26.8)   | 2.1 (35.8)    | 9.2 (48.6)    | 17.4 (63.3)   | 23.7 (74.7)   | 27.8 (82.0)   | 28.9 (84.0)   | 27.2 (81.0)   | 22.4 (72.3)   | 15.3 (59.5)   | 6.2 (43.2)    | −1.3 (29.7)   | 14.7 (58.4)   |
| 일일 평균 기온 °C (°F)                                        | −10.5 (13.1)  | −5.8 (21.6)   | 1.5 (34.7)    | 9.7 (49.5)    | 16.5 (61.7)   | 21.0 (69.8)   | 22.7 (72.9)   | 20.8 (69.4)   | 15.2 (59.4)   | 7.7 (45.9)    | −1.0 (30.2)   | −8.4 (16.9)   | 7.5 (45.4)    |
| 일평균 최저 기온 °C (°F)                                      | −16.6 (2.1)   | −12.4 (9.7)   | −5.4 (22.3)   | 2.1 (35.8)    | 8.7 (47.7)    | 14.0 (57.2)   | 16.7 (62.1)   | 14.9 (58.8)   | 8.8 (47.8)    | 1.4 (34.5)    | −6.8 (19.8)   | −14.1 (6.6)   | 0.9 (33.7)    |
| 역대 최저 기온 °C (°F)                                        | −29.1 (−20.4) | −27.6 (−17.7) | −20.9 (−5.6)  | −15.6 (3.9)   | −5.8 (21.6)   | 2.9 (37.2)    | 8.8 (47.8)    | 6.1 (43.0)    | −3.4 (25.9)   | −10.4 (13.3)  | −24.0 (−11.2) | −27.6 (−17.7) | −29.1 (−20.4) |
| 평균 강수량 mm (인치)                                         | 2.1 (0.08)    | 3.6 (0.14)    | 8.9 (0.35)    | 21.0 (0.83)   | 32.8 (1.29)   | 53.1 (2.09)   | 96.9 (3.81)   | 76.1 (3.00)   | 60.2 (2.37)   | 23.3 (0.92)   | 8.3 (0.33)    | 1.8 (0.07)    | 388.1 (15.28) |
| 평균 강수일수 (≥ 0.1 mm)                                      | 1.8           | 2.2           | 3.6           | 4.3           | 6.6           | 11.2          | 12.5          | 11.1          | 8.8           | 5.5           | 3.1           | 1.7           | 72.4          |
| 평균 강설일수                                                 | 3.3           | 3.9           | 3.8           | 1.7           | 0.2           | 0             | 0             | 0             | 0.1           | 0.6           | 3.4           | 3.2           | 20.2          |
| 평균 상대 습도 (%)                                            | 53            | 46            | 42            | 38            | 40            | 50            | 64            | 68            | 64            | 57            | 54            | 52            | 52            |
| 평균 월간 일조시간                                            | 192.0         | 200.7         | 236.7         | 255.0         | 278.4         | 256.6         | 249.6         | 243.8         | 225.1         | 225.9         | 189.0         | 182.2         | 2,735         |
| 가능 일조율                                                   | 64            | 66            | 64            | 64            | 62            | 57            | 55            | 58            | 61            | 66            | 64            | 63            | 62            |
| 출처: 중국기상국 (평년값: 1991년~2020년, 극값: 1951년~2010년) |               |               |               |               |               |               |               |               |               |               |               |               |               |

## 역사

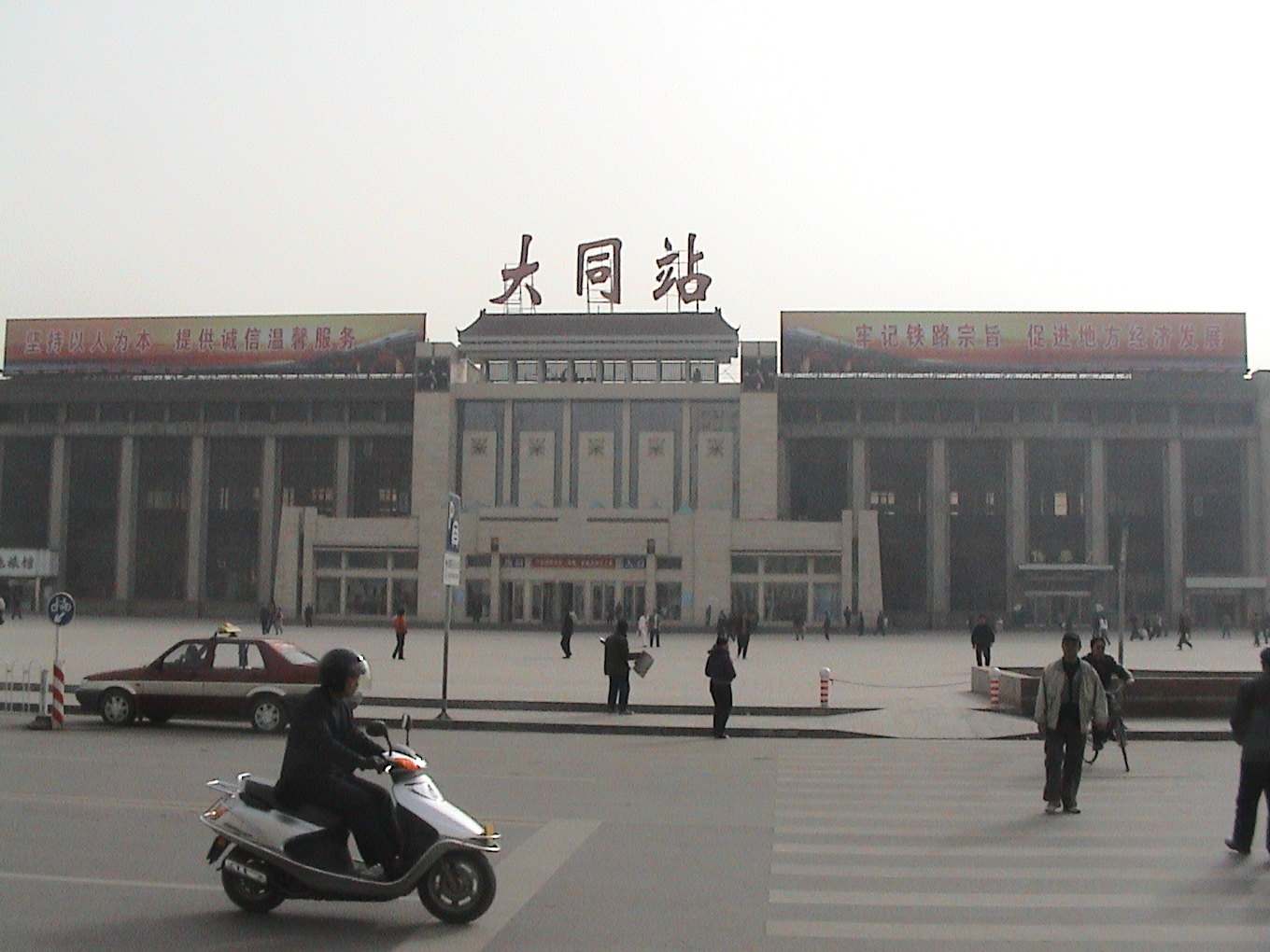
다퉁 역

다퉁은 기원전 200년에 한나라 시절에 평성(平城)으로 불리던 곳이었다. 전국시대에는 조나라(趙)의 판도에서 만난 다퉁은 운중, 안문, 대군을 설치하였다. 진나라에 의한 중국 통일 후는 안문군의 관할에 있었고, 한나라 대에 군현제가 시행되어 평성현이 이 땅에 설치되었다. 몽골과 가까운 다퉁은 농경 경제와 유목 경제의 사이에 위치하는 지리적 위치로 인해 양 문명의 영향을 강하게 받았다. 전한의 건국자 유방은 다퉁 부근의 백등산에서 흉노족 묵돌선우와 전투를 벌여 패배를 당했다(백등산 전투).
선비족이 건국한 북위는 398년부터 494년에 걸쳐 다퉁에 수도를 정하고 부근에는 석굴사원인 윈강 석굴을 남겼다. 730년(개원 18년) 당은 운중현이라고 개칭하였다.
5대 10국 시대, 북방에서 세력을 키운 요나라에 의해 후진을 건국한 석경당은 원조의 대상으로 연운 16주를 요에 할양, 요나라는 1044년(중희 13년)에 부도의 하나로 서경대동부를 설치하였고, 1048년(중희 17년)에는 대동현으로 승격하였고, 이후 행정구역의 변천을 거듭했지만 서경대동부라는 명칭이 금나라, 원나라에 이어 지금까지 사용되게 되었다.
명나라 시기가 되면 북원에 대항할 수 있도록 만리장성을 구축하는 등, 방위정책을 보강할 필요를 느꼈다. 이때 다퉁은 장성 부근 지역의 물류 중심지로도 중요한 역할을 수행하게 되었다.
중화민국이 성립되면서 다퉁현은 동서 2현으로 분할되었지만, 1949년 5월에 공산군이 들어오면서 2현을 합병하고 다퉁 시를 성립하여, 차하얼 성의 관할로 두었다.
1953년에 산서성의 관할로 변경되어 1993년에는 안북행서가 폐지되고 다퉁 시에 편입되어 현재의 행정구역이 성립되었다.

## 경제
다퉁 시는 광물자원의 매장량이 많아 석탄 이외에도, 동, 철, 금, 은, 알루미늄, 아연 등의 광석 이외에 흑연, 장석, 운모, 석회석 등이 산출되어 중요한 원료 공급지가 되고 있다. 또 이러한 원료를 이용한 중공업도 발전하였다.

## 볼거리
- 윈강 석굴 (세계유산)
- 만리장성
- 구룡벽

## 대학교

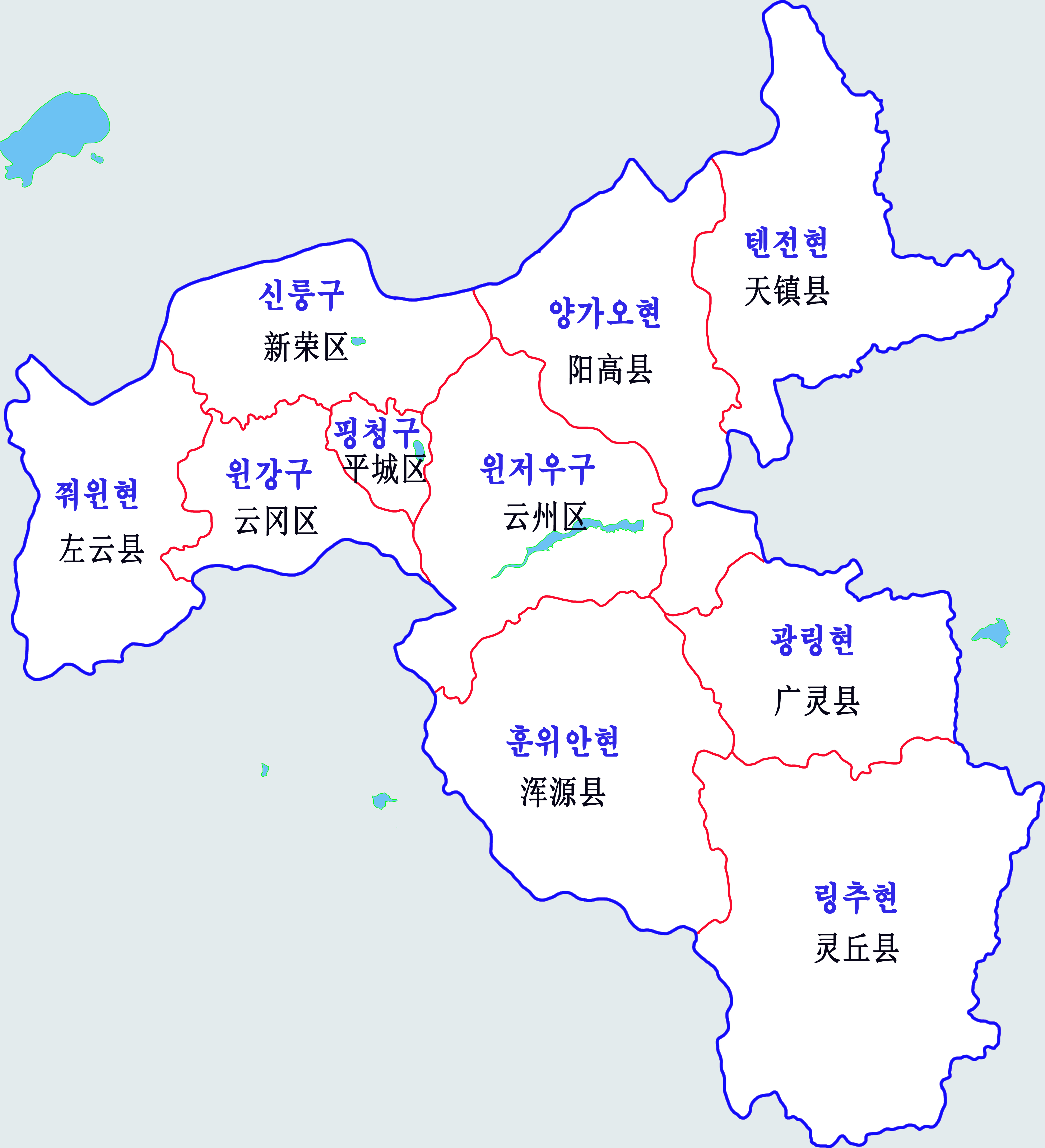
다퉁시 현급 행정구역도

- 다퉁 대학교 (大同大学)

## 행정구역
시할구
- 핑청구(平城区)
- 윈강구(云冈区)
- 신룽구(新荣区)
- 윈저우구(云州区)

현
- 양가오현(阳高县)
- 톈전현(天镇县)
- 광링현(广灵县)
- 링추현(灵丘县)
- 훈위안현(浑源县)
- 쭤윈현(左云县)